# 뱅가드 대학교
서던캘리포니아 뱅가드 대학교(영어: Vanguard University of Southern California)는 캘리포니아주 오렌지군 코스타메사에 있는 개신교 사립 대학이다.
30개가 넘는 학사 학위 과정과 6개의 대학원 과정, 성인교육 과정 등을 제공한다.

## 역사
뱅가드 대학교의 역사는 1920년 여름에 로스앤젤레스에서 해롤드 K. 니덤과 D. W. 커, W. C. 피어스가 기독교 일꾼을 기를 목적으로 세운 서던캘리포니아 성서학교(Southern California Bible School)에서부터 시작한다. 서던캘리포니아 성서학교는 1927년에 패서디나로 옮겼으며, 1939년에 캘리포니아주로부터 학위 수여 인가를 받고 하나님의 성회 교단의 첫 4년제 교육기관인 서던캘리포니아 성서 칼리지(Southern California Bible College)가 됐다. 1943년에는 군종 목사를 양성하는 과정을 운영하기 시작했다. 1950년 오늘날의 위치로 자리를 옮기며 오렌지군의 첫 4년제 칼리지가 됐다. 1959년에 자유과 과정을 추가하고 학교 이름을 서던캘리포니아 칼리지(Southern California College)로 바꾸었다. 1999년 7월 1일에 대학으로 승격돼 뱅가드 대학교가 됐다.

## 캠퍼스
뱅가드 대학교는 캘리포니아주 오렌지군의 중심 지역인 코스타메사에 위치해있다. 두 개의 대학원 과정은 샌타애나에 자리한 위성 캠퍼스에서 운영한다.

## 교육
2018년 가을 학기에 합격한 신입생의 합격률은 40%였으며, 《U.S. 뉴스 & 월드 리포트》는 뱅가드 대학교의 입학 절차를 '선별적'이라고 평가했다. 2019년 기준으로 학생 대 교원 비율은 14:1이다.

### 순위
뱅가드 대학교는 2019년 《U.S. 뉴스 & 월드 리포트》의 서부 지역 대학 순위에서 43위를 기록했고, 《포브스》의 미국 대학 순위에서 552위, 서부 대학 순위에서 106위를 기록했다.
2019년 니치는 미국 대학 운동학 및 물리치료과 순위에서 뱅가드 대학교를 31위로 꼽았다.

## 운동부
뱅가드 대학교의 운동부는 '라이언스(Lions)'로 미국 대학 대항 체육 협회에 소속돼 있다. 남자 운동부의 경우 골프와 농구, 레슬링, 배구, 야구, 육상, 축구, 크로스컨트리가 있고, 여자 운동부의 경우 곡예와 골프, 농구, 배구, 비치발리볼, 소프트볼, 육상, 축구, 크로스컨트리가 있다.